# Leuven Bears
El Stella Artois Leuven Bears es un club de baloncesto profesional de la ciudad de Lovaina (Leuven en flamenco, de ahí el nombre), que milita en la BNXT League, la nueva liga fruto de la fusión de la Dutch Basketball League neerlandesa y la Pro Basketball League belga. Disputa sus partidos en el Sportoase, con capacidad para 3400 espectadores.

## Nombres
- Telindus Leuven (1999-2001)
- Vastiau-Godeau Leuven (2001-2003)
- Basket Groot Leuven (2003-2007)
- Passe-Partout Leuven Spotter Leuven (2007-2009)
- Passe-Partout Leuven Bears Stella Artois Leuven Bears (2009-2010)
- Stella Artois Leuven Bears (2010-)

## Posiciones en Liga
| Temporada | Nivel | Liga | Pos. | Copa de Bélgica  | Competiciones europeas | Competiciones europeas |
| --------- | ----- | ---- | ---- | ---------------- | ---------------------- | ---------------------- |
| 2002–03   | 1     | BLB  | 5º   |                  |                        |                        |
| 2003–04   | 1     | BLB  | 9º   |                  |                        |                        |
| 2004–05   | 1     | BLB  | 6º   |                  |                        |                        |
| 2005–06   | 1     | BLB  | 8º   |                  | 3 FIBA EuroCup         | TR                     |
| 2006–07   | 1     | BLB  | 10º  |                  |                        |                        |
| 2007–08   | 1     | BLB  | 9º   |                  |                        |                        |
| 2008–09   | 1     | BLB  | 6º   |                  |                        |                        |
| 2009–10   | 1     | BLB  | 9º   |                  |                        |                        |
| 2010–11   | 1     | BLB  | 6º   |                  |                        |                        |
| 2011–12   | 1     | BLB  | 6º   | Semifinalista    |                        |                        |
| 2012–13   | 1     | BLB  | 6º   | Cuartos de final |                        |                        |
| 2013–14   | 1     | BLB  | 7º   | Cuartos de final |                        |                        |
| 2014–15   | 1     | BLB  | 11º  | Cuartos de final |                        |                        |
| 2015–16   | 1     | BLB  | 11º  | Cuartos de final |                        |                        |
| 2016–17   | 1     | BLB  | 9º   | Cuartos de final |                        |                        |
| 2017–18   | 1     | BLB  | 10º  | Octavos de final |                        |                        |

## Palmarés
- Copa de Bélgica
  - Campeón: 1

2005
- Supercopa de Bélgica
  - Subcampeón: 1

2005
- D2
  - Campeón: 1

2003
- - Subcampeón: 1

2002

## Jugadores destacados
| - Enis Murati - Lionel Bosco - Thomas De Thaey - Elias Lasisi - Niels Marnegrave - Jean Salumu - Olivier Troisfontaines - Milan Jaros - Dror Hagag - Steponas Babrauskas - Raimondas Petrauskas - DeMario Anderson - Tremmell Darden |  | - Jeremiah Davis - Micah Downs - Nate Fox - Brandon Freeman - Tu Holloway - Kevin Houston - Chris Hunter - Nick Lewis - Monta McGhee - Jamel McLean - Brandon Peterson - Gerald Robinson - Kyle Spain |  | - Julian Terrell - / Ivan Aska - / D.J.Mbenga - / Kevin Tumba - / John Tofi - / Ian Hanavan - / John Jerome - / Chris Watson - / Richard Aigner - / Chris Young - / Adeola Dagunduro - J. J. Avila |